# Jüdischer Friedhof (Willebadessen)

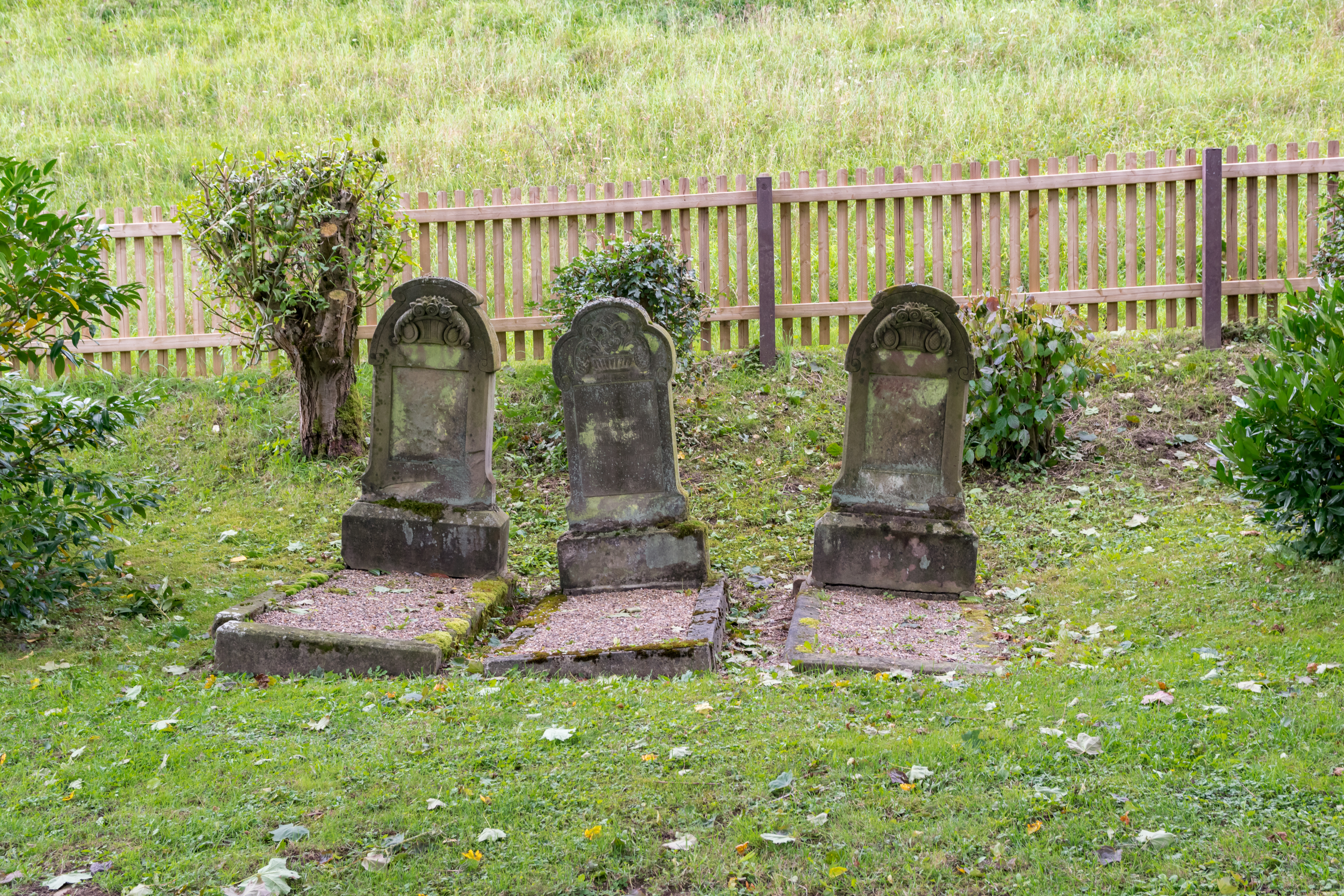
Mazewot auf dem jüdischen Friedhof

Der Jüdische Friedhof Willebadessen befindet sich in der Stadt Willebadessen im Kreis Höxter in Nordrhein-Westfalen. Als jüdischer Friedhof ist er ein Baudenkmal, das unter der Denkmal-Nummer 75 seit dem 3. Juni 1993 unter Denkmalschutz steht.
Auf dem Friedhof Am Greienberg/Sehlenwersgrund, der um 1900 belegt wurde, sind sieben Grabsteine erhalten.
Bis 1980 befand sich der Friedhof in Privatbesitz.